# 파오 상륙작전
파오 상륙작전(아랍어: إنزال الفاو)은 1914년 11월 6일 영국군이 파오에 상륙하여 11월 8일 오스만 제국의 요새를 공격한 전투이다. 이 전투에서 영국군이 승리하여 요새를 장악했다.

## 배경
오스만 제국이 제1차 세계 대전에 참전하면서, 영국군은 페르시아만에 있는 석유 시추 시설의 안전을 걱정하였다. 시추시설을 보호하기 위해 영국은 페르시아 만 연안의 오스만 제국의 통제 지역을 장악하기로 하였다. 파오 요새는 페르시만 연안에 있는, 오스만 제국의 주 요새 중 하나였다. 영국군은 아서 바렛을 지휘관으로, 페르시 콕스를 정치장교로 한 제6 (푸나) 사단을 인도 원정군 D군(IEF D)로 파견보냈다.

## 상륙
발터 델라메인 준장이 이끄는 16 (푸나) 여단이 제일 먼저 상륙을 시작했다. 1914년 11월 6일 영국군은 파오 해변에 상륙하였고, 상륙한지 얼마 되지 않아 파오 요새에서부터의 강력한 포격 공격을 받았다. 영국군이 요새를 향해 진격하면서 이제는 오스만 제국 보병의 공격을 받았다. 영국군은 이 공격을 격퇴했으나 이 땐 아직 중포병 병력이 상륙하지 않아 요새를 공격할 수 없었다. 영국군은 요새 주변에 참호를 팠으며, 거기서 때때로 요새에 포격을 가했다.

## 요새 전투
11월 8일, 중포병이 파오에 상륙하였고 즉시 요새를 공격하기 시작했다. 대포가 요새 벽을 뚫고 부서지면서 영국군은 요새 안으로 진격했다. 요새 내부에서 45분간 격렬한 전투를 벌인 후 요새를 함락시켰고 오스만 제국의 남은 병력 300명은 항복하였다. 다음날 영국군은 파오 항구로 돌입하였고 사단 나머지 병력이 상륙하기 시작했다.

## 여파
영국군이 파오 요새를 점령하면서 오스만 제국은 더 이상 페르시아 만을 통제할 수 없었고, 이에 따라 영국의 시추 시설은 안전해졌다. 하지만, 영국군은 바그다드를 점령하기 전까지는 페르시아 만이 완전히 안전하지 않다고 판단하여 바그다드로 진격하기 시작하면서 메소포타미아 전역이 시작되었다. 이후 1917년 영국군은 바그다드를 점령하였다.

## 참고 문헌
- Wilson, Sir Arnold. Loyalties Mesopotamia 1914-1917. London: Oxford University Press, 1930.
- Barker A.J. The Iraq War. Enigma Books, 2009.